# Johnny Claes
Pas d'image ? Cliquez ici
Octave Jean « Johnny » Claes, né le 11 août 1916 dans le quartier de Fulham à Londres et mort le 3 février 1956 à Bruxelles, est un pilote automobile belge, né d'une mère écossaise et d'un père belge. Il a fait ses études en Angleterre à l'école Lord Williams.

## Biographie

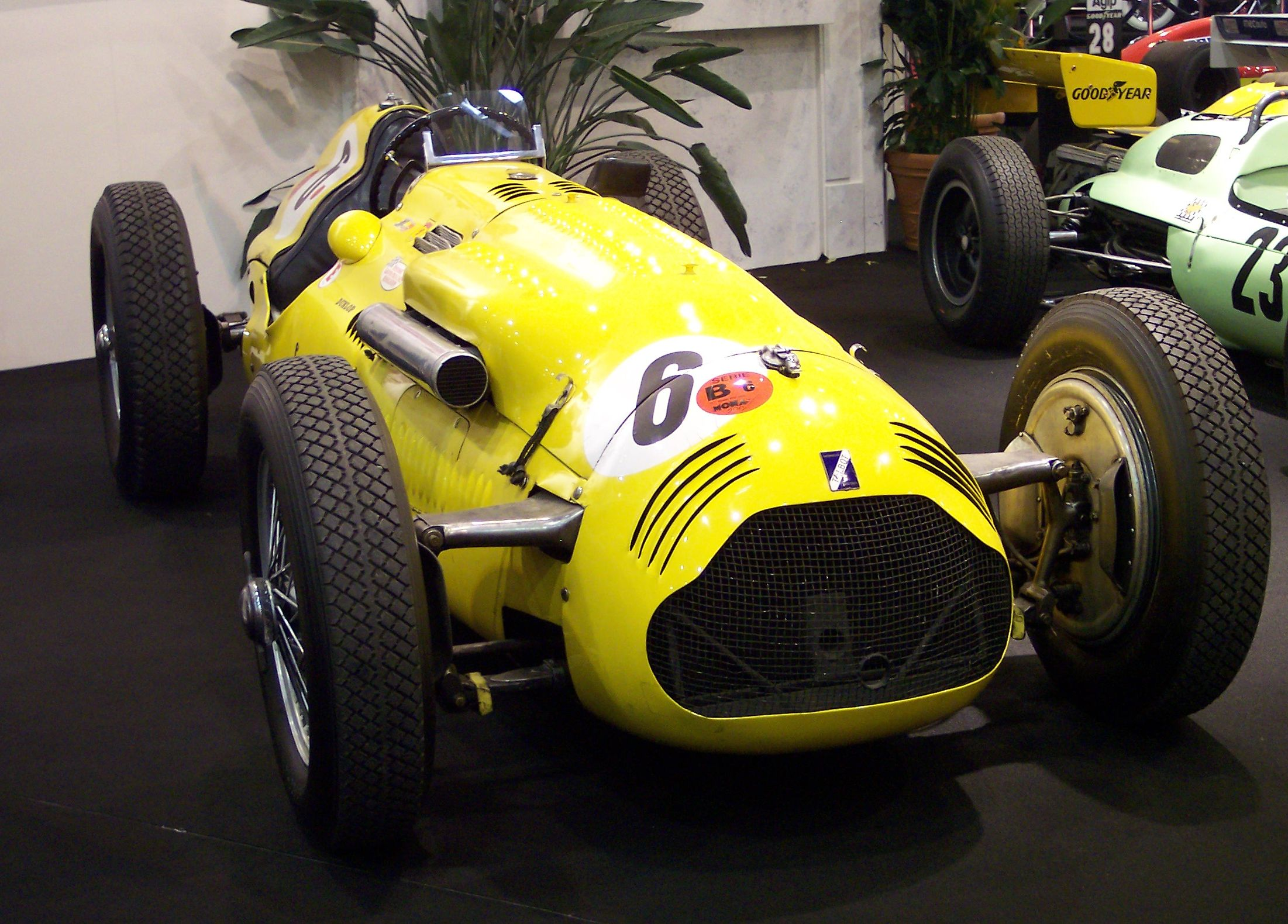
La Talbot Lago T26C de Johnny Claes, Ecurie belge 1950

Claes fut l'un des gentlemen drivers qui ont participé aux Grands Prix de l'après-Seconde Guerre mondiale. Son premier contact avec les courses automobiles eut lieu au Grand Prix de France en 1947, où il servait d'interprète aux pilotes britanniques. Il débute au volant en 1948, dans sa Talbot-Lago, engagé chez l'Écurie Belge (et finit troisième du GP des Frontières Sport avec la version Speciale de Louis Rosier). Bien que Claes n'ait jamais marqué de points au championnat du monde des pilotes, il était, comme beaucoup de ses concurrents, très actif dans les courses hors-championnat, et les courses de voitures de sport. Après sa troisième place en 1948 sur Talbot T150S, sa première victoire est décrochée en 1950, lors du Grand Prix des Frontières sur HWM-Alta F2, qui s'est tenue sur le circuit de Chimay (récidive victorieuse l'année suivante, cette fois avec une Simca-Gordini T11 F2). À la fin du mois de mars 1951, il gagne la course britannique de Formule Libre Goodwood Easter avec la T26C, devant la Tipo B de Joe Goodhew et l'OSCA 4500G de Prince Bira.
En avril 1951, Claes se crashe dans une foule à Sanremo, en Italie : il n'est pas blessé mais un observateur est tué sur le coup et trois passants sont grièvement blessés. En 1952, à la suite du changement de réglementation, il doit définitivement abandonner sa Talbot pour une Gordini, et plus tard pour une Connaught, toujours sous les couleurs de l'Écurie Belge. Il court également pour des équipes d'usine, comme Gordini et Maserati.
Il remporte le rallye de Liège-Rome-Liège à deux reprises, en 1951 avec Jacques Ickx (père de Jacky) sur Jaguar XK120 et 1953 avec Jean Trasenster alors lauréat pour la cinquième fois (record) sur Lancia Aurélia GT, ainsi que les 24 Heures du Mans 1954 dans sa catégorie (S 1.5): Claes fait alors équipe avec Pierre Stasse et tous deux terminent 12e au classement général. La saison suivante il est troisième de l'épreuve mancelle, avec Jacques Swaters sur une Jaguar D-Type de l'Écurie Francorchamps.
Toujours en 1955, Johnny qui avait contracté la tuberculose voit ses ennuis de santé empirer et vend son équipement à son compatriote Swaters, qui fusionne son Écurie Francorchamps avec l'Écurie belge pour former l'Écurie nationale belge. Claes dispute alors quelques courses jusqu'à la fin de l'année, mais il succombe à la maladie en 1956 à l'âge de 39 ans.
Outre la course automobile, Claes fut également un passionné de la musique jazz, et il fut un trompettiste de jazz ainsi que chef d'orchestre reconnu en Grande-Bretagne.

## Résultats en championnat du monde de Formule 1
| Saison | Écurie                                 | Châssis                                        | Moteur                                                | Pneus             | GP disputés | Points inscrits | Classement |
| ------ | -------------------------------------- | ---------------------------------------------- | ----------------------------------------------------- | ----------------- | ----------- | --------------- | ---------- |
| 1950   | Écurie Belge                           | Talbot Lago T26C                               | Talbot 6 en ligne                                     | Dunlop            | 6           | 0               | n.c.       |
| 1951   | Écurie Belge                           | Talbot Lago T26C-DA                            | Talbot 6 en ligne                                     | Dunlop            | 7           | 0               | n.c.       |
| 1952   | Gordini Simca Gordini HWM              | Gordini Type 16 S Simca Gordini Type 15 HWM 52 | Gordini 6 en ligne Gordini 4 en ligne Alta 4 en ligne | Englebert Dunlop  | 4           | 0               | n.c.       |
| 1953   | Écurie Belge Officine Alfieri Maserati | Connaught A Maserati A6GCM                     | Lea Francis 4 en ligne Maserati 6 en ligne            | Englebert Pirelli | 5           | 0               | n.c.       |
| 1955   | Équipe Nationale Belge                 | Ferrari 500                                    | Ferrari 4 en ligne                                    | Englebert         | 1           | 0               | n.c.       |

## Résultats aux 24 heures du Mans
| Année | Écurie               | Châssis             | Coéquipiers     | Résultat |
| ----- | -------------------- | ------------------- | --------------- | -------- |
| 1951  | W. Spear             | Ferrari 340 America | William Spear   | Abandon  |
| 1954  | Porsche KG           | Porsche 550 RS 1500 | Pierre Stasse   | 12e      |
| 1955  | Écurie Francorchamps | Jaguar Type D       | Jacques Swaters | 3e       |

## Distinctions
- Quadruple Champion de Belgique des conducteurs, titre décerné par le Royal automobile Club de Belgique (RACB): de 1950 à 1953;
- Trophée national du Mérite sportif avec Jacques Ickx (1951)[2]